# Шалкия
Шалкия (каз. Шалқия) — село в Жанакорганском районе Кызылординской области Казахстана. Административный центр Шалкинского сельского округа. Код КАТО — 434065100.

## Географическое положение
Село расположено в предгорьях хребта Каратау. Технологическая железнодорожная ветвь до Жанакоргана. Расположено недалеко от района Жанакоргана - 15 км.Поселок Шалкия включает село Куттыкожа, расположенное рядом. 
Население
В 1999 году население села составляло 1824 человека (904 мужчины и 920 женщин). По данным переписи 2019 года в селе проживало 2528 человек (1317 мужчин и 1221 женщин).

## Экономика
В посёлке расположено полиметаллическое (цинк, свинец) месторождение Шалкия (Шалхия). Разработчик — ТОО Горно-металлургическая компания «Шалкия-Цинк». В 2008 году добыча была остановлена из-за убыточности, рудник законсервирован. Строительство горно-обогатительного комбината, расположенного непосредственно в посёлке, взамен предприятия в Кентау, должно было снизить затраты компании. Предполагалось, что первая очередь нового предприятия будет запущена в 2012 году, на полную мощность новый завод выйдет в 2015 году.
Планируется строительство завода по выпуску серной кислоты.
Производятся щебень и строительный камень.